# Absinthe (альбом Марка Алмонда)
Absinthe (также известный как Absinthe — The French Album) — восьмой студийный альбом британского певца Марка Алмонда. Он был выпущен на лейбле Some Bizzare в октябре 1993 года.
По словам писателя и поэта Джереми Рида в его биографии Алмонда «Последняя звезда» (оригинальное название The Last Star), «Алмонд в основном за свой счет работал над песнями в период с 1986 по 1989 год в Milo Studios». Альбом считается дополнением к трибьют-альбому песен Жака Бреля Jacques и также содержит кавер-версии французских песен, тексты которых были переведены на английский Полом Баком. Альбом содержит аннотации Бака, объясняющие происхождение песен и причины их включения.
| Оценки критиков               | Оценки критиков |
| Источник                      | Оценка          |
| ----------------------------- | --------------- |
| AllMusic                      | [ 3 ]           |
| Encyclopedia of Popular Music | [ 4 ]           |
| NME                           | 7/10            |

Альбом получил в целом положительные отзывы критиков. Нед Рэггетт заявляет в своем обзоре AllMusic, что Absinthe «в конце концов больше про любопытство, чем Jacques, но доставляет удовольствие».

## Список композиций
| No. | Название (в скобках оригинальное)           | Автор(ы)                             | Оригинальный исполнитель        | Продолжительность |
| --- | ------------------------------------------- | ------------------------------------ | ------------------------------- | ----------------- |
| 1.  | «Undress Me (Déshabillez-moi)»              | Робер Ньель, Габи Верлор, Пол Бак    | Жюльетт Греко                   | 3:30              |
| 2.  | «Abel And Cain (Abel et Cain)»              | Шарль Бодлер, Лео Ферре, Пол Бак     | Шарль Бодлер (из стихотворения) | 2:29              |
| 3.  | «Lost Paradise (Le Paradis perdu)»          | Ньель, Жорж Гарваренц, Пол Бак       | Люсьен Делиль                   | 3:25              |
| 4.  | «Secret Child (L’Enfant secret)»            | Жюльетт Греко, Жерар Жуанне, Пол Бак | Жюльетт Греко                   | 5:16              |
| 5.  | «Rue des Blancs-Manteaux»                   | Жан-Поль Сартр, Жозеф Косма, Пол Бак | Жюльетт Греко                   | 1:29              |
| 6.  | «The Slave (L’Esclave)»                     | Серж Лама, Ив Гилберт                | Серж Лама                       | 3:34              |
| 7.  | «Remorse Of The Dead (Remords posthume)»    | Бодлер, Ферре, Пол Бак               | Шарль Бодлер (из стихотворения) | 1:55              |
| 8.  | «Incestuous Love (Amours incestueuses)»     | Барбара, Пол Бак                     | Барбара                         | 6:17              |
| 9.  | «A Man (Un homme)»                          | Ньель, Жорж Гарваренц, Пол Бак       | Робер Ньель                     | 2:33              |
| 10. | «My Little Lovers (Mes petites amoureuses)» | Артюр Рембо, Билли МакГи, Пол Бак    | Артюр Рембо (из стихотворения)  | 7:10              |
| 11. | «In Your Bed (Dans ton lit)»                | Гай Бонтемпелли                      | Жюльетт Греко                   | 2:55              |
| 12. | «Yesterday When I Was Young (Hier encore)»  | Шарль Азнавур, Герберт Кретцмер      | Шарль Азнавур                   | 3:16              |

## Участники записи
- Мартин Уоткинс — фортепиано
- Энни Хоган — фортепиано
- Мартин МакКэррик — виолончель, аккордеон и фортепиано
- Стивен Хамфрис — барабаны и перкуссия
- Одри Райли — виолончель
- Билл МакГи — контрабас
- Энрико Томассо — труба
- Найджел Томас — тромбон
- Джон де Акьяр — гитара и программирование
- Чарльз Грей — гитара
- Жак Кезен — скрипка
- Джини Болл — скрипка
- Хирт Ауст — ударные
- Мишель Грюнбергер — медные духовые
- Джоэл Махаут — медные духовые
- Гай Карпентье — аккордеон
- Чарльз Грей — продакшн
- Мартин Уоткинс — сведение
- Пол Бак — все переводы текстов
- Марк Алмонд — продюсирование и аранжировки
- Барнард Натье — звукоинженер